# Vilhena EC
Der Vilhena Esporte Clube, in der Regel nur kurz Vilhena genannt, ist ein Fußballverein aus Vilhena im brasilianischen Bundesstaat Rondônia.

## Erfolge
- Staatsmeisterschaft von Rondônia:  2005, 2009, 2010, 2013, 2014

## Stadion
Der Verein trägt seine Heimspiele im Estádio Arnaldo Lopes Martins in Vilhena aus. Das Stadion hat ein Fassungsvermögen von 4000 Personen.

## Trainerchronik
Stand: 30. Juli 2021
| Trainer                 | Nation    | von  | bis  |
| ----------------------- | --------- | ---- | ---- |
| Ivair Cenci             | Brasilien | 2008 | 2011 |
| Tiago Batizoco          | Brasilien | 2011 |      |
| Veiga Alves             | Brasilien | 2012 |      |
| Eder Taques             | Brasilien | 2012 |      |
| Joel Preisner           | Brasilien | 2012 |      |
| Play Freitas            | Brasilien | 2013 |      |
| Marcos Birigui          | Brasilien | 2013 | 2014 |
| Marcos Gomes            | Brasilien | 2014 |      |
| Marcos Birigui          | Brasilien | 2015 |      |
| Henrymárcio Bittencourt | Brasilien | 2015 |      |
| Guido Quêtto            | Brasilien | 2017 |      |
| Odilon Junior           | Brasilien | 2017 |      |
| Kiko Araújo             | Brasilien | 2017 |      |
| Wanderley Cesaretti     | Brasilien | 2017 |      |
| Fabio Luiz              | Brasilien | 2018 |      |
| João Martins            | Brasilien | 2018 |      |